# Naknadno (televizijska serija)
Naknadno je hrvatska humoristična serija koja se prikazivala na prvom programu HRT-a u večernjem terminu od 20. rujna do 27. prosinca 2016. godine. 
Scenarij je napisao Željko Pervan koji je ujedno bio i glavni glumac.

## Radnja
U seriji se prikazuju razne zgode i nezgode glavnih likova Mire Kučine i Živojina Mirića.

## Glumačka postava

### Glavni
- Željko Pervan kao Miro Kučina
- Mladen Horvat kao Živojin Mirić
- Sanja Vejnović kao Vera Podolsky

### Gosti
- Zlatan Zuhrić kao gazda Milan
- Damir Folnegović kao vodoinstalater Jovan Puklek
- Anđa Oršolić kao Živojinova "prijateljica s faksa" / natjecateljica Bela Inovaze
- Saša Anočić kao čovjek iz ormara / poštar / duh Hamletovog oca
- Krunoslav Klabučar kao predstavnik udruge Iskorak
- Dražen Zečić kao policijski inspektor
- Duško Lokin kao Oliver
- Anica Kovačević kao cura koja dolazi po Milana
- Miroslav Navračić kao harmonikaš Vojko
- Ahmed Al Rahim kao doktor Mladen Stojanović
- Darije Hrovatin kao odvjetnik Edo Rudanović
- Zvonko Mihovec
- Dragan Marinković
- Majumi Kaptei kao natjecateljica Yamada Hanako
- Anastazija Kaptelova kao natjecateljica Gregora
- Mirna Medaković kao Mala Kučina
- Joe Solucco kao inspektor Kuruzo, CSI Miami

## Vanjske poveznice
- Naknadno u internetskoj bazi filmova IMDb-a